# Eurydice barnardi
Eurydice barnardi är en kräftdjursart som beskrevs av Bruce och Soares 1996. Eurydice barnardi ingår i släktet Eurydice och familjen Cirolanidae. Inga underarter finns listade i Catalogue of Life.